# Comté de Norrbotten
Le comté de Norrbotten (Norrbottens Län en suédois) est un comté suédois situé dans l’extrême-nord du pays et dont le nom signifie Botnie septentrionale. Voisin du comté de Västerbotten (Botnie occidentale), il constituait avec celui-ci, le comté de Västernorrland et le comté de Jämtland la troisième grande région suédoise, nommée Norrland. Ses rivages longent le golfe de Botnie. D'un point de vue des frontières nationales, ce territoire administratif, analogue à un land ou une préfecture, est situé entre la Laponie finlandaise et les comtés norvégiens de Nordland et Troms. 
Le terme « Norrbotten » peut aussi désigner uniquement l’est du comté.

## Histoire
Durant le Moyen Âge, le Norrbotten était considéré abusivement par les historiographes religieux comme un no man's land froid et infertile. Des Samis, quelques tribus apparentées aux Finlandais, les Tornédaliens ou des groupes de pêcheurs suédois y vivaient. À partir du Moyen Âge, les rois de Suède essayèrent de christianiser et de coloniser cette zone. Cela prit beaucoup de temps et il y a encore aujourd’hui d'importantes minorités saami et finnoise.
À la suite d’une guerre entre la Suède et la Russie, le territoire finlandais, jusque-là sous domination suédoise, passa aux mains des Russes.  Cela entraîna une scission du comté de Botnie occidentale (Västerbotten) entre une partie suédoise et une partie russe.  En 1810, la partie suédoise de la Botnie occidentale fut à nouveau divisée lorsque le comté de Norrbotten (Botnie septentrionale) fut créé à partir de sa moitié nord. Le chef-lieu était alors Piteå et le restera plus d'un siècle.

## Administration
Les principales missions du conseil d’administration du comté (Länsstyrelse), dirigé par le préfet du comté, sont de satisfaire aux grandes orientations fournies par le Riksdag et le gouvernement, de promouvoir le développement du comté et de fixer des objectifs régionaux.
Le same, le meänkieli et le finnois peuvent être utilisés dans certaines parties du comté, que ce soit auprès de l’administration, des tribunaux, des communes ou encore des écoles maternelles. 

## Communes
Le comté de Norrbotten est subdivisé en 14 communes (Kommuner) au niveau local :
- Arjeplog
- Arvidsjaur
- Boden
- Gällivare
- Haparanda
- Jokkmokk
- Kalix
- Kiruna
- Luleå
- Pajala
- Piteå
- Älvsbyn
- Överkalix
- Övertorneå.

Le same peut être utilisé à Arjeplog, Gällivare, Jokkmokk et Kiruna. De la même manière, le finnois et le meänkieli peuvent être utilisés à Gällivare, Haparanda, Kiruna, Pajala et Övertorneå.

### Population des localités les plus importantes
- Luleå : 45 036 habitants
- Piteå : 22 152 habitants
- Kiruna : 19 148 habitants
- Boden : 19 091 habitants
- Gällivare : 8 454 habitants
- Kalix : 7 323 habitants
- Malmberget : 6 555 habitants
- Älvsbyn : 5 176 habitants
- Gammelstad : 4 910 habitants
- Haparanda : 4 767 habitants.

## Culture
Les Suédois ont tendance à s’identifier culturellement aux anciennes provinces historiques du pays, et en ce sens les habitants du comté de Botnie septentrionale vivent en fait dans le nord de l’ancienne province de Västerbotten ou Botnie occidentale (voir histoire).
Afin d’éviter toute confusion avec les habitants de ce qui reste aujourd’hui du comté de Botnie occidentale (Västerbotten), et pour marquer leur spécificité, la population de Botnie septentrionale (Norrbotten) a commencé à s’identifier par son comté plutôt que par sa province historique. Dès le début du XXe siècle, l’ensemble des Suédois désignait le nord du pays sous le nom de Botnie septentrionale ou Botnie du nord.
La spécificité du comté est d'être le sanctuaire :
- de la culture same dont le siège du Parlement est à Kiruna ;
- de la culture tornédalienne.

## Héraldique
La Botnie septentrionale fut bientôt considérée sur un pied d’égalité avec les provinces historiques, bien qu’elle n’en ait jamais été une elle-même. À partir de 1980, le comté a adopté ses propres symboles provinciaux, dont un blason.
Le récent blason de la Botnie septentrionale (Norrbotten) est une combinaison des blasons de la Botnie occidentale (Västerbotten) et de la Laponie. Lorsqu’il est représenté avec une couronne royale, le blason symbolise le conseil d’administration du comté.

## Tourisme

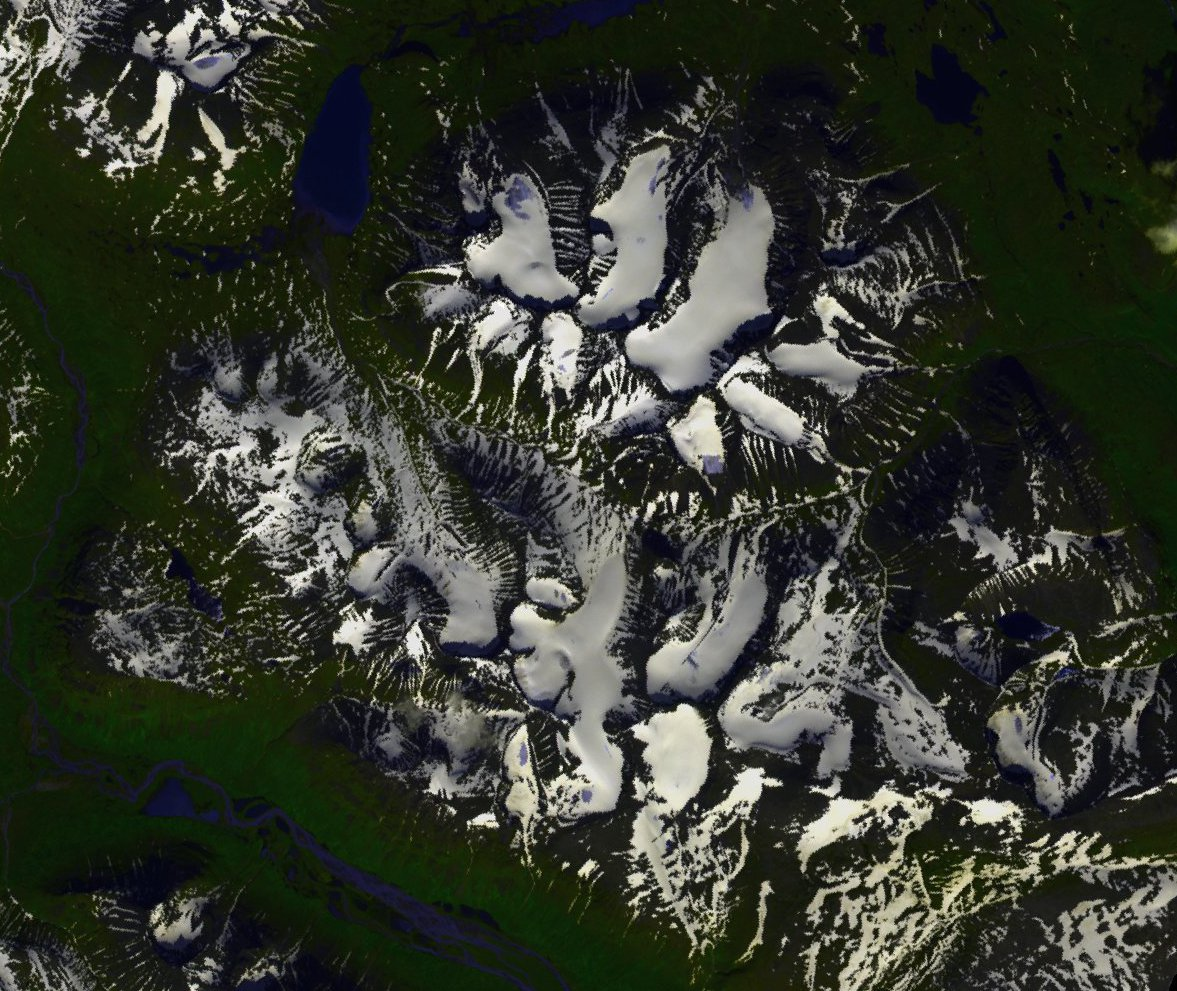
Le massif de l'Äpar.

Un des attraits touristiques de ce comté est la nature lapone, très peu anthropisée. Le Kungsleden, un trekking d'environ 800 kilomètres qui parcourt la région du nord au sud permet aux amateurs de grands espaces d'évoluer dans les paysages quasi vierges.